# Карл Лудвиг фон Салм
Карл Лудвиг Вилхелм Теодор фон Салм (на немски: Karl Ludwig Wilhelm Theodor zu Salm; * 14 юли 1729, Грумбах; † 23 май 1799, Вецлар) е граф, вилд и Рейнграф на Салм-Грумбах, Вьорщат, Флонхайм и Даун.

## Произход
Той е най-големият син на вилд и рейнграф Карл Валрад Вилхелм фон Салм-Грумбах (1701 – 1763) и съпругата му графиня Юлиана Франциска фон Прьозинг и Лимпург (1709 – 1775), дъщеря на граф Йохан Баптист Рудолф фон Прьозинг и Лимпург, фрайхер цу Щайн на Грос-Ветцдорф († 1718) и Вилхелмина София Ева фон Лимпург (1677 – 1735). Брат е на Вилхелм Кристиан фон Рейнграфенщайн-Хорстмар (1741 – 1810), вилд-рейнграф в Рейнграфенщайн-Хорстмар, Карл Август фон Салм-Грумбах (1742 – 1800), граф на Салм, вилд-и рейнграф в Грумбах, Йохан Фридрих (1743 – 1819), Йохан Албрехт Лудвиг (1746 – 1778), Филип Франц (1747 – 1770) и Хайнрих Фридрих Валрад (1748 – 1815) и на 7 омъжени сестри.
Карл Лудвиг умира на 23 май 1799 г. във Вецлар на 69 години и е погребан в Браунфелс. Синът му Вилхелм става на 22 ноември 1816 г. 1. княз на Салм-Хорстмар.

## Фамилия
Карл Лудвиг фон Салм-Грумбах се жени три пъти и има осем деца.
Първи брак: на 17 май 1768 г. в замък Харденбург, Дюркхайм, с принцеса Елизабет Кристиана Мариана фон Лайнинген-Дагсбург (* 27 октомври 1753; † 16 февруари 1792, Вецлар), дъщеря на 1. княз Карл Фридрих Вилхелм фон Лайнинген (1724 – 1807) и графиня Кристиана Вилхелмина Луиза фон Золмс-Рьоделхайм-Асенхайм (1736 – 1803). Те имат пет деца:
- Августа Франциска (* 7 юли 1771, Грумбах; † 19 юли 1810, Браунфелс), омъжена на 6 октомври 1792 г. в Браунфелс за 3. княз Вилхелм Кристиан Карл фон Золмс-Браунфелс (* 9 януари 1759; † 20 март 1837)
- Луиза Хенриета Франциска Тереза (* 17 октомври 1772; † 24 април 1774)
- Карл Фридрих Вилхелм Ото (* 10 ноември 1775; † 14 август 1777)
- Франциска Луиза (* 1 януари 1777; † 1811)
- Амалия Каролина (* 7 юни 1786; † 27 февруари 1856), омъжена през август 1827 г. за граф Август Вилхелм Фридрих фон Бентхайм-Текленбург-Реда (* 10 август 1799; † 17 май 1873), син на граф Фридрих Вилхелм Кристиан Август фон Бентхайм-Текленбург-Реда

Втори брак: на 3 септември 1792 г. в Браунфелс с принцеса Августа Луиза фон Золмс-Браунфелс (* 15 януари 1764; † 8 септември 1797), дъщеря на княз Фердинанд Вилхелм Ернст фон Золмс-Браунсфелс (1721 – 1783) и София Кристина Вилхемина фон Золмс-Лаубах (1741 – 1772). Те имат две деца:
- Вилхелм Хайнрих Карл (* 12 октомври 1793; † 1796)
- Карл Август (*/† 1795)

Трети брак: на 22 януари 1798 г. с графиня Фридерика Вилхелмина фон Сайн-Витгенщайн-Хоенщайн (* 26 март 1767; † 20 декември 1849, Варлар), дъщеря на граф Йохан Лудвиг фон Сайн-Витгенщайн-Хоенщайн (1740 – 1796) и графиня Фридерика Каролина Луиза фон Пюклер-Лимпург (1738 – 1772). Те имат един син:
- Вилхелм Фридрих Карл Август (* 11 март 1799, Браунфелс; † 27 март 1865, Фарлар), вилдграф в Даун и Кирбург, рейнграф в Щайн, на 22 ноември 1816 г. 1. княз и вилдд-Рейнграф на Салм-Хорстмар, женен на 5 октомври 1826 г. в Утфе за графиня Елизабет Анна Каролина фон Золмс-Рьоделхайм-Асенхайм (* 9 юни 1806, Рьоделхайм; † 5 февруари 1885, Фарлар)